# کلک (نهبندان)
کلک یک روستا در ایران است که در بخش شوسف شهرستان نهبندان در استان خراسان جنوبی واقع شده‌است. کلک ۲۷ نفر جمعیت دارد.

## جمعیت
این روستا در دهستان شوسف قرار دارد و براساس سرشماری مرکز آمار ایران در سال ۱۳۸۵، جمعیت آن ۲۷ نفر (۷ خانوار) بوده‌است.